# Ligula
Ligula Hospitality Group AB är ett moderbolag i en koncern som äger, förvaltar och utvecklar koncept och varumärken inom hotell- och restaurangnäringen.
Hotellverksamheten bedrivs på följande destinationer: Stockholm, Göteborg, Malmö, Köpenhamn (Danmark), Berlin (Tyskland), Halmstad, Helsingborg, Jönköping, Kalmar, Karlstad, Lund, Norrköping, Nyköping, Sundsvall, Umeå, Vänersborg, Västerås och Örebro.
Företaget Ligula Hospitality Group AB grundades av Uwe Löffler [2011-09?], som är vd och huvudägare till koncernen.